# San Giuseppe dei Vecchi
Koordinaten: 40° 51′ 6,8″ N, 14° 14′ 47,9″ O

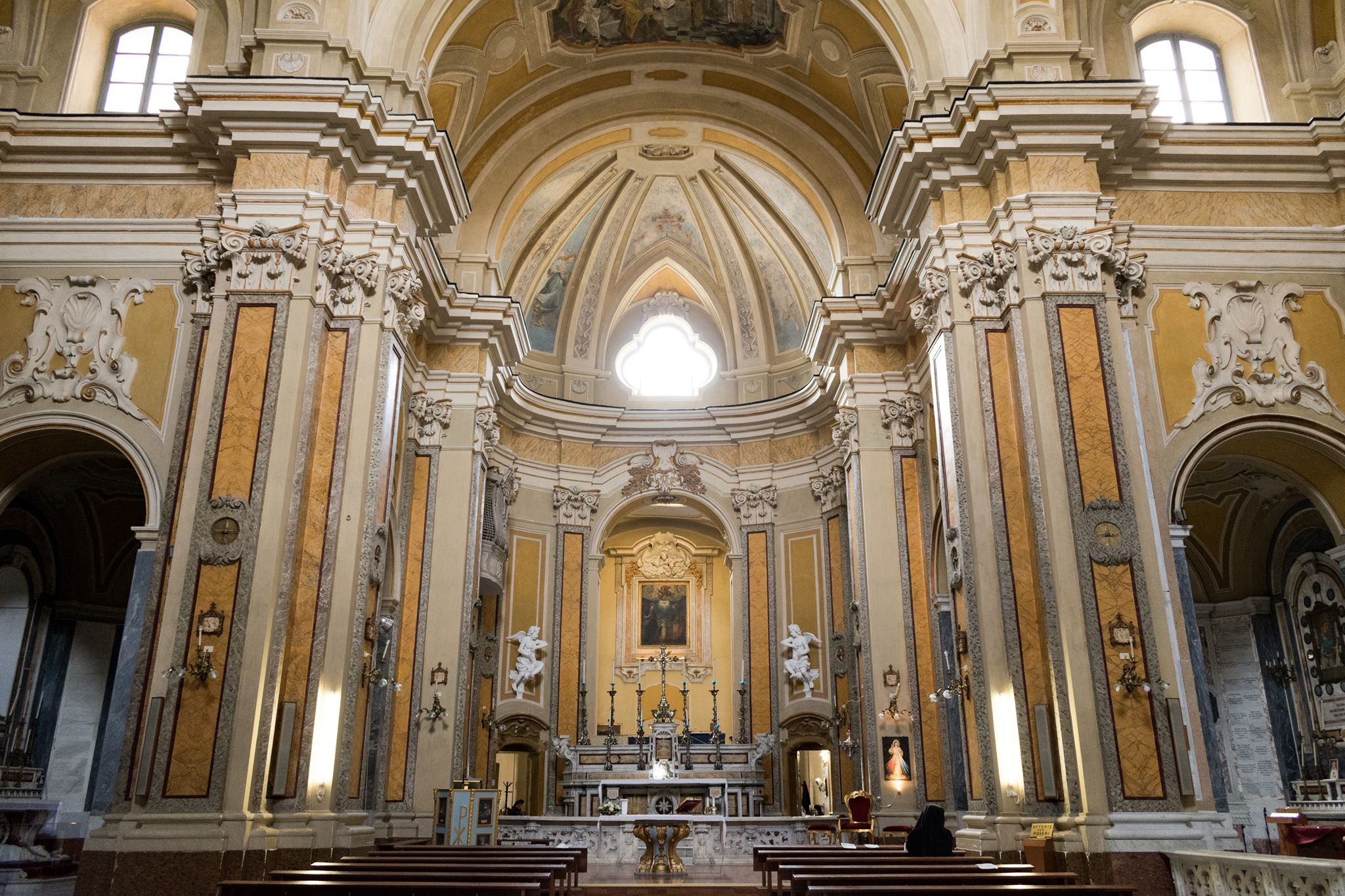
Innenraum mit Apsis

San Giuseppe dei Vecchi ist eine Kirche im historischen Zentrum von Neapel, an der via Salvatore Tommasi Nr. 20. Sie ist dem heiligen Joseph geweiht und mittlerweile auch der Madonna von Lourdes: es gibt im Inneren eine Lourdesgrotte.
Die Kirche gehört zum Weltkulturerbe der UNESCO.

## Geschichte
Die Kirche wurde 1614 durch Andrea Cavallo gegründet, einen Pater vom Orden der Caracciolini; auf dem Terrain befand sich zuvor ein Palast der Familie Carafa.
Die Gemeinde der kleinen Kirche wuchs schnell, und so vertrauten die Mönche 1634 Cosimo Fanzago die Vergrößerung und Verschönerung ihrer Kirche an. Die Arbeiten kamen aus verschiedenen Gründen nur zögerlich voran, unter anderem wegen der Pestepidemie von 1656. So wurde die Kirche 1665 geweiht, obwohl sie noch nicht fertig war und zunächst nur ein provisorisches Dach bekommen hatte. Fertiggestellt wurde sie zwischen 1705 und 1712 durch den Architekten Onofrio Parascandalo, der sich getreu an die Pläne von Fanzago hielt, und die Kuppel und Gewölbe einzog. Nach dem Erdbeben von 1732 übernahm Nicola Tagliacozzi Canale die notwendig gewordene Reparatur, Restaurierung und Konsolidierung des Bauwerks.
Die Padri Caracciolini wurden 1806 verjagt und die Gebäude zu einer Lehranstalt umfunktioniert, dem sogenannten Conservatorio del Monte della Dottrina Cristiana.
In der Kirche ist auch der Diener Gottes Dolindo Ruotolo bestattet.

## Beschreibung
Die Fassade ist sehr schlicht und einfach, einziger Schmuck ist das Portal aus Piperno, das 1727 nach Entwurf von Francesco Solimena geschaffen wurde.
Der Innenraum hat die Form eines griechischen Kreuzes, aber mit einer leicht verlängerten Längsachse. Die Farbharmonie des gesamten Raumes wird durch kräftiges Goldgelb dominiert, abgesetzt mit Weiß, Grau und Creme. Die Wände werden rhythmisiert von Lisenen aus hellgrauem Granit mit inneren Feldern aus gelbem Marmor; die weißen Kapitelle entsprechen der Kompositordnung. In den Ecken befinden sich vier Seitenkapellen.
In der leicht abgerundeten Apsis hinter dem Hauptaltar befindet sich ein Bogen, der den Blick zu einem kleinen Kapellraum mit Altarbild freigibt – nach Art eines Heiligtums (ähnlich wie z. B. in Santa Maria del Carmine Maggiore, deren Apsis ebenfalls von Fanzago entworfen wurde). Das Gemälde zeigt die Heilige Familie und stammt von einem unbekannten Autor des 17. Jahrhunderts. Erwähnenswert sind auch zwei Altarbilder von Nicola Maria Rossi und Antonio Sarnelli auf den Altären des Querschiffs.

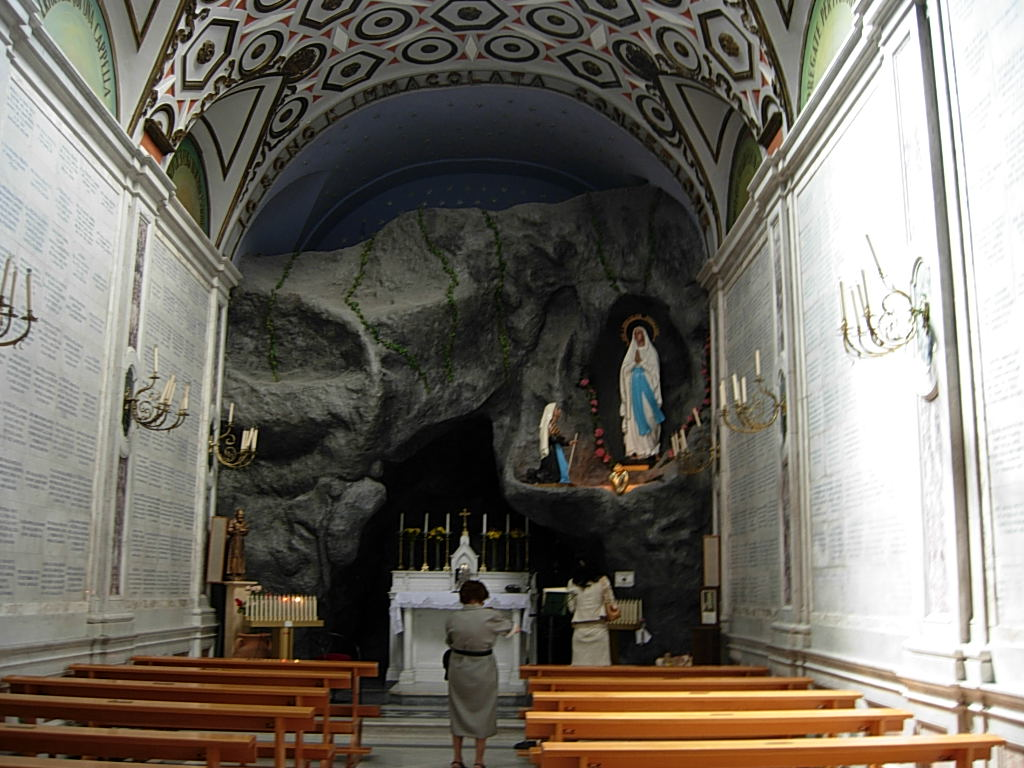
Die Lourdes-Grotte von San Giuseppe dei Vecchi

## Einzelanmerkungen
1. 1 2 3 4 5 6 7 8 9   Geschichte von San Giuseppe dei Vecchi auf der Website  Napoligrafia, abgerufen am 8. November 2018